# Notierungssprung
Der Notierungssprung ist an Börsen die kleinstmögliche Preisänderungseinheit eines Börsenkurses.

## Allgemeines
Das Kompositum ist vom Begriff Notierung abgeleitet. Der Kurs selbst wird in Währung (beispielsweise Euro) pro Nennwert (Nennwertaktien, Bezugsrechte, Genussscheine, Optionsscheine oder Anleihen) oder pro Stück (Stückaktien, Investmentzertifikate) angegeben. Bei Kursveränderungen geht es darum, in welchen Mindesteinheiten sich der Kurs aufgrund der Marktentwicklung erhöhen oder verringern muss. Sind Kurse mit einem Komma versehen, heißt die kleinstmögliche Kursveränderung vor dem Komma „Punkt“, nach dem Komma heißt sie „Tick“ (Tick, Tickgröße, englisch tick size). Im Devisenhandel gibt es noch den „Pip“, also die letzte (zweite oder vierte) Nachkommastelle, je nachdem, wie viel Nachkommastellen ein Währungspaar aufweist.
Von Bedeutung sind diese Notierungssprünge nur, wenn sich der Kurs eines Finanzinstruments innerhalb eines Handelstages mehrfach verändert. Das ist insbesondere der Fall bei Aktien, Anleihen, Commodities oder Devisen. Die Festlegung des Notierungssprungs ist in den regionalen Börsenordnungen geregelt und erfolgt durch die Börsengeschäftsführung. Diese ist nach § 26b BörsG verpflichtet, eine angemessene Größe der kleinstmöglichen Preisänderung bei den gehandelten Finanzinstrumenten festzulegen, um negative Auswirkungen auf die Marktintegrität und Marktliquidität zu verringern.

## Inhalt
Der Notierungssprung betrifft alle Börsenarten, also Wertpapier-, Waren- oder Energiebörsen. Er kommt dort sowohl am Kassamarkt als auch am Terminmarkt vor. Der wichtigste Notierungssprung ist der an Aktienbörsen und im außerbörslichen Devisenhandel, weil diese die höchsten Börsenumsätze erzielen und die größte Volatilität aufweisen.
Ein Notierungssprung von 0,10 Euro würde beispielsweise bedeuten, dass der Aktienkurs einer bestimmten Aktie sich von 183,50 Euro Stücknotiz auf 183,40 Euro mindestens ermäßigen oder auf 183,60 Euro mindestens erhöhen muss. Kursveränderungen auf 183,45 Euro oder 183,55 Euro sind mithin nicht zulässig. Entsprechend wird bei der Kursermäßigung vom „Minustick“ (englisch downtick), bei der Kurserhöhung vom „Plustick“ (englisch uptick) gesprochen. Der „last tick“ ist der Schlusskurs.
Der „tick“ war im Zeitverlauf nicht immer gleich, sondern hat sich häufig verändert. Im Oktober 1966 wurden in Deutschland die Notierungssprünge bei Stückaktien auf 0,10 DM und bei Nennwertaktien auf 0,125 DM festgesetzt. Im Juli 1995 wurde der „tick“ von 0,01 DM auf alle Aktien mit Kurswerten bis zu 100 DM ausgedehnt, darüber hinaus betrug er 0,05 DM. Im Januar 1999 wurde der Notierungssprung für alle stücknotierten Werte auf 0,01 € festgelegt. Neue Notierungssprünge brachte im Januar 2018 die MiFID II, die für eine gewisse Harmonisierung gesorgt hat und in allen EU-Mitgliedstaaten gilt.

## Notierungssprünge in der MiFID II
Nach Art. 49 Richtlinie 2014/65/EU vom 15. Mai 2014 über Märkte für Finanzinstrumente (MiFID II) müssen die Notierungssprünge in den EU-Mitgliedstaaten so vorgegeben werden, dass sie das Liquiditätsprofil des Finanzinstruments auf verschiedenen Märkten widerspiegeln. Bei der durchschnittlichen Geld-Brief-Spanne sei zu berücksichtigen, dass es wünschenswert ist, angemessen stabile Preise zu ermöglichen, ohne die weitere Einengung der Spannen übermäßig zu beschränken.
Die Börse Frankfurt hat als Handelsparameter aufgrund der MiFID II festgelegt, dass die Standard-Tickgröße bei einem Börsenkurs von >1 Euro bei 0,01 Euro (Stückaktien) oder bei Prozentnotiz von Anleihen laufzeitabhängig zwischen 0,001 % (für Laufzeiten unter zwei Jahren) und 0,01 % (für Laufzeiten über sieben Jahre) liegen muss. Notierungssprünge werden hier durch die Börsengeschäftsführung festgelegt.
Eine besondere Bedeutung besitzt der Notierungssprung am Extag der Dividende. Der aktuelle Aktienkurs wird um den Dividendenbetrag gekürzt, das gilt auch für die mit Kurslimit versehenen Wertpapierorders.

## Wirtschaftliche Aspekte
Je geringer ein Notierungssprung ist, umso eher wirken sich Angebot und Nachfrage auf den Kurs eines Finanzinstruments aus, seine Marktliquidität steigt. Mit zunehmenden Notierungssprüngen geht eine Verringerung der Marktliquidität bis hin zur Marktenge einher. Die Mindestnotierungssprünge an den US-Börsen stellen die untere Grenze für die Geld-Brief-Spanne dar und ermuntern die Market-Maker, für die Aktien mit der höchsten Marktliquidität eine höhere Spanne zu stellen als sie sonst am Markt durchsetzen könnten, was die Transaktionskosten für Anleger erhöht.

## International
An der London Stock Exchange wird der Notierungssprung anhand einer Matrix dynamisch festgesetzt (englisch dynamic tick size matrix). Wenn eine Wertpapierorder für den Kauf oder Verkauf von Aktien eingeht, wird aus dem aufgerufenen Preis mit der Matrix der Notierungssprung abgeleitet und die Order entsprechend validiert oder zurückgewiesen. Für Wertpapiere, die in GBP, EUR oder USD notieren, existieren sieben Notierungssprünge, von 0,0001 bei Preisen unter 0,5 bis hin zu 0,1 bei Preisen über 1000.
An der New York Stock Exchange (NYSE) wurde seit 1792 in Sprüngen von Achtel-Dollar (0,125 USD) notiert. Im Juni 1997 wurde der Notierungssprung an der NYSE auf einen Sechzehntel-Dollar (0,0625 USD) halbiert. Dadurch sank sowohl die Marktbreite in Form der Geld-Brief-Spanne als auch die Markttiefe. Auch die NASDAQ halbierte im Juni 1997 den Notierungssprung auf Sechzehntel-Dollar. 2001 reduzierte die NYSE den Notierungssprung weiter auf einen Penny (0,01 USD) und wandte damit erstmals seit der Gründung das dezimale System an. Zwischen August 2000 und April 2001 stellten alle amerikanischen Wertpapierbörsen auf dezimale Penny-Notierung um. Diese Reduzierungen des kleinstmöglichen Notierungsprunges geschahen auf Anordnung der SEC, die damit mit vier Jahren Verspätung den Common Cents Stock Pricing Act von 1997 umsetzte. Dieser Gesetzentwurf erlangte 1997 keine Gesetzeskraft, da eine Dezimal-Umstellung zeitgleich zur Y2K-Umstellung als zu riskant erachtet wurde.